# Gujana Brytyjska na Letnich Igrzyskach Olimpijskich 1952
Gujanę na Letnich Igrzyskach Olimpijskich 1952 reprezentował 1 zawodnik, mężczyzna.

## Skład kadry

### Podnoszenie ciężarów

#### Mężczyźni
| Zawodnik    | Konkurencja      | Wyciskanie | Wyciskanie | Rwanie   | Rwanie  | Podrzut | Podrzut | Suma     | Suma    | Źródło |
| Zawodnik    | Konkurencja      | Wynik      | Pozycja    | Wynik    | Pozycja | Wynik   | Pozycja | Wynik    | Pozycja | Źródło |
| ----------- | ---------------- | ---------- | ---------- | -------- | ------- | ------- | ------- | -------- | ------- | ------ |
| Cecil Moore | Waga lekkocięzka | 100 kg     | 18.        | 107,5 kg | 14.     | 135 kg  | 18.     | 342,5 kg | 17.     | [ 1 ]  |